# Campeonato Russo de Futebol de 1995 - Terceira Divisão
O Campeonato Russo de Futebol - Terceira Divisão de 1995 foi o quarto torneio desta competição. Participaram sessenta e duas equipes. O nome do campeonato era "Segunda Liga" (Vtórai Liga), dado que a primeira divisão era a "Liga Suprema" (Vysshaia Liga) e a segunda divisão era a "Primeira Liga" (Perváia Liga). O campeonato era dividido em três torneios independentes - Zona Leste, Oeste e Central, sendo 23 na Oeste, 21 na Central e 18 na Leste. 

## Participantes da Zona Oeste
| Equipe                       | Cidade          | Região                  | No ano anterior                                                                                | Estádio              | Capacidade | Títulos          | Participações |
| ---------------------------- | --------------- | ----------------------- | ---------------------------------------------------------------------------------------------- | -------------------- | ---------- | ---------------- | ------------- |
| FC Metallurg Lipetsk         | Lipetsk         | Oblast de Lipetsk       | Sétimo Lugar                                                                                   | Estádio Metallurg    | 14.000     | 0 (não possui)   | 2             |
| FC Gekris Anapa              | Anapa           | Krai de Krasnodar       | Quinto Lugar                                                                                   | Estádio Spartak      | --         | 0 (não possui)   | 2             |
| FC Torpedo Taganrog          | Taganrog        | Oblast de Rostov        | Nono Lugar                                                                                     | Estádio Torpedo      | --         | 0 (não possui)   | 2             |
| FC Kuban Krasnodar           | Krasnodar       | Krai de Krasnodar       | Sexto Lugar                                                                                    | Estádio Kuban        | 32.000     | 0 (não possui)   | 2             |
| PFC Spartak Nalchik          | Nalchik         | Cabárdia-Balcária       | Terceiro Lugar                                                                                 | Estádio Spartak      | 14.400     | 0 (não possui)   | 2             |
| FC Orekhovo Orekhovo-Zuyevo  | Orekhovo-Zuyevo | Oblast de Moscovo       | Rebaixado do Campeonato Russo de Futebol de 1993 - Segunda Divisão                             | Estádio Znamya Truda | 8.300      | 0 (não possui)   | 3             |
| FC Dinamo Vologda            | Vologda         | Oblast de Vologda       | Décimo Quinto Lugar                                                                            | Estádio Dínamo       | 10.000     | 0 (não possui)   | 2             |
| FC Lokomotiv São Petersburgo | Tsentralny      | São Petersburgo         | Oitavo Lugar                                                                                   | Estádio Kirov        | 100.000    | 0 (não possui)   | 4             |
| FC Anji Makhachkala          | Mahackala       | Daguestão               | Décimo Lugar                                                                                   | Estádio Dínamo       | 15.200     | 1 (1993 Zona 01) | 4             |
| FC Kavkazkabel Prokhladny    | Prokhladny      | Cabárdia-Balcária       | Décimo Segundo Lugar                                                                           | --                   | --         | 0 (não possui)   | 4             |
| FC Salyut Belgorod           | Belgorod        | Oblast de Belgorod      | Décimo Terceiro Lugar                                                                          | Estádio Salyut       | 12.000     | 1 (1993 Zona 02) | 3             |
| FC Trion-Volga Tver          | Tver            | Oblast de Tver          | Décimo Quarto Lugar                                                                            | Estádio Khimik       | 7.875      | 0 (não possui)   | 4             |
| FC Avangard-Kortek Kolomna   | Kolomna         | Oblast de Moscovo       | Décimo Sexto Lugar                                                                             | Estádio Avangard     | 10.200     | 0 (não possui)   | 4             |
| FC Iriston Vladikavkaz       | Vladikavkaz     | Ossétia do Norte-Alânia | Décimo Sétimo Lugar                                                                            | Estádio SOK Tedeyev  | 3.000      | 0 (não possui)   | 3             |
| FC Venets Gulkevichi         | Gulkevichsky    | Krai de Krasnodar       | Décimo Oitavo Lugar                                                                            | --                   | --         | 0 (não possui)   | 4             |
| FC Avtodor-BMK Vladikavkaz   | Vladikavkaz     | Ossétia do Norte-Alânia | Rebaixado do Campeonato Russo de Futebol de 1994 - Segunda Divisão                             | Estádio SOK Tedeyev  | 3.000      | 1 (1992 Zona 02) | 2             |
| FC CSK VVS-Kristall Smolensk | Smolensk        | Oblast de Smolensk      | Campeão da Zona 04 do Campeonato Russo de Futebol de 1994 - Quarta Divisão Trietia Liga        | Estádio Spartak      | 12.500     | 0 (não possui)   | 2             |
| FC Avtozapchast Baksan       | Baksan          | Cabárdia-Balcária       | Campeão da Zona 01 do Campeonato Russo de Futebol de 1994 - Quarta Divisão Trietia Liga        | Estádio Yunost       | 2.900      | 0 (não possui)   | 2             |
| FC Spartak Shchyolkovo       | Shchyolkovsky   | Oblast de Moscovo       | Terceiro Lugar da Zona 03 do Campeonato Russo de Futebol de 1994 - Quarta Divisão Trietia Liga | Estádio Spartak      | 500        | 0 (não possui)   | 2             |
| FC Energiya Pyatigorsk       | Pyatigorsk      | Krai de Stavropol       | Oitavo Lugar                                                                                   | Estádio Central      | 10.630     | 0 (não possui)   | 3             |
| FC Gatchina                  | Gatchina        | Oblast de Leningrado]   | Vice Campeão da Zona 04 do Campeonato Russo de Futebol de 1994 - Quarta Divisão Trietia Liga   | --                   | --         | 0 (não possui)   | 3             |
| FC SKVO Rostov do Don        | Rostov do Don   | Oblast de Rostov        | Vice Campeão da Zona 02 do Campeonato Russo de Futebol de 1994 - Quarta Divisão Trietia Liga   | Estádio SKA SKVO     | 27.300     | 0 (não possui)   | 3             |

## Participantes da Zona Central
| Equipe                    | Cidade          | Região                   | No ano anterior                                                                                | Estádio                     | Capacidade | Títulos          | Participações |
| ------------------------- | --------------- | ------------------------ | ---------------------------------------------------------------------------------------------- | --------------------------- | ---------- | ---------------- | ------------- |
| FC Tekstilshchik Ivanovo  | Ivanovo         | Oblast de Ivanovo        | Quarto Lugar (Zona Oeste)                                                                      | Estádio Tekstilshchik       | 9.565      | 0 (não possui)   | 2             |
| FC Rubin Kazan            | Cazã            | Tartaristão              | Décimo Quinto Lugar                                                                            | Estádio Central de Cazã     | 28.500     | 0 (não possui)   | 2             |
| FC Lada Dimitrovgrad      | Dimitrovgrad    | Oblast de Ulianovsk      | Sexto Lugar                                                                                    | Estádio Torpedo             | 5.000      | 0 (não possui)   | 2             |
| FC Gazovik-Gazprom Ijevsk | Ijevsk          | Udmúrtia                 | Terceiro Lugar                                                                                 | Estádio Central Republicano | 19.200     | 0 (não possui)   | 3             |
| FC Uralets Nijny Tagil    | Nijny Tagil     | Oblast de Sverdlovsk     | Oitavo Lugar                                                                                   | Estádio Uralets             | 5.000      | 0 (não possui)   | 2             |
| FC Svetotekhnika Saransk  | Saransk         | Mordóvia                 | Décimo Segundo Lugar                                                                           | Estádio Start               | 11.581     | 0 (não possui)   | 2             |
| FC Spartak Riazan         | Riazan          | Oblast de Riazan         | Quarto Lugar                                                                                   | Estádio CSK                 | 25.000     | 0 (não possui)   | 2             |
| FC UralAZ Miass           | Miass           | Oblast de Cheliabinsk    | Rebaixado do Campeonato Russo de Futebol de 1993 - Segunda Divisão                             | Estádio Trud                | 3.000      | 0 (não possui)   | 2             |
| FK Metallurg Magnitogorsk | Magnitogorsk    | Oblast de Cheliabinsk    | Décimo Primeiro Lugar                                                                          | Estádio Central             | --         | 0 (não possui)   | 2             |
| FC Nosta Novotroitsk      | Novotroitsk     | Oblast de Oremburgo      | Quinto Lugar                                                                                   | Estádio Metallurg           | 10.000     | 0 (não possui)   | 4             |
| FC Zvezda Gorodishche     | Gorodishchensky | Oblast de Volgogrado     | Sétimo Lugar                                                                                   | ---                         | ---        | 0 (não possui)   | 4             |
| FC Arsenal Tula           | Tula            | Oblast de Tula           | Nono Lugar                                                                                     | Estádio Arsenal             | 20.048     | 0 (não possui)   | 4             |
| FC Devon Oktyabrsky       | Oktiabrski      | Bascortostão             | Décimo Terceiro Lugar                                                                          | Estádio Neftyanik           | 4.500      | 1 (1993 Zona 06) | 4             |
| FC Industriya Obninsk     | Obninsk         | Oblast de Kaluga         | Quarto Lugar (Zona 04)                                                                         | Estádio Trud                | 4.000      | 0 (não possui)   | 3             |
| FC Torpedo Vladimir       | Vladimir        | Oblast de Vladimir       | Rebaixado do Campeonato Russo de Futebol de 1994 - Segunda Divisão                             | Estádio Torpedo             | 19.700     | 0 (não possui)   | 1             |
| FC Zvezda Perm            | Perm            | Oblast de Perm           | Rebaixado do Campeonato Russo de Futebol de 1994 - Segunda Divisão                             | Estádio Zvezda              | 19.500     | 0 (não possui)   | 1             |
| FC Volgar Astracã         | Astracã         | Oblast de Astracã        | Campeão da Zona 02 do Campeonato Russo de Futebol de 1994 - Quarta Divisão Trietia Liga        | Estádio Central             | 21.500     | 0 (não possui)   | 3             |
| FC Saturn                 | Ramensky        | Oblast de Moscovo        | Vice Campeão da Zona 03 do Campeonato Russo de Futebol de 1994 - Quarta Divisão Trietia Liga   | Estádio Saturn              | 16.8000    | 0 (não possui)   | 3             |
| FC Torpedo Pavlovo        | Pavlovsky       | Oblast de Níjni Novgorod | Terceiro Lugar da Zona 05 do Campeonato Russo de Futebol de 1994 - Quarta Divisão Trietia Liga | Estádio Torpedo             | 6.000      | 0 (não possui)   | 3             |
| FC Sibir Kurgan           | Kurgan          | Oblast de Kurgan         | Campeão da Zona 06 do Campeonato Russo de Futebol de 1994 - Quarta Divisão Trietia Liga        | Estádio Central             | 8.000      | 0 (não possui)   | 3             |
| FC SKD Samara             | Samara          | Oblast de Samara         | Campeão da Zona 05 do Campeonato Russo de Futebol de 1994 - Quarta Divisão Trietia Liga        | Estádio Metallurg           | 33.320     | 0 (não possui)   | 1             |
| FC Zenit Ijevsk           | Ijevsk          | Udmúrtia                 | Terceiro Lugar da Zona 06 do Campeonato Russo de Futebol de 1994 - Quarta Divisão Trietia Liga | Estádio Torpedo             | 19.200     | 0 (não possui)   | 1             |

## Participantes da Zona Leste
| Equipe                           | Cidade          | Região              | No ano anterior                  | Estádio                     | Capacidade | Títulos             | Participações |
| -------------------------------- | --------------- | ------------------- | -------------------------------- | --------------------------- | ---------- | ------------------- | ------------- |
| FC Tom Tomsk                     | Tomsk           | Oblast de Tomsk     | Vice Campeão (Zona Sibéria)      | Estádio Trud                | 15.000     | 0 (não possui)      | 2             |
| FC KUZBASS Kemerovo              | Kemerovo        | Oblast de Kemerovo  | Terceiro Lugar (Zona Sibéria)    | Estádio Shakhtyor           | 4.174      | 0 (não possui)      | 3             |
| FC Dínamo Barnaul                | Barnaul         | Krai de Altai       | Quarto Lugar (Zona Sibéria)      | Estádio Dínamo              | 16.000     | 0 (não possui)      | 2             |
| FC Irtysh Tobolsk                | Tobolsk         | Oblast de Tiumen    | Quinto Lugar (Zona Sibéria)      | Estádio Tobol               | 3.402      | 0 (não possui)      | 2             |
| FC Torpedo Rubtsovsk             | Rubtsovsk       | Krai de Altai       | Sexto Lugar (Zona Sibéria)       | Estádio Torpedo             | 6.500      | 0 (não possui)      | 4             |
| FC Metallurg-ZapSib Novokuznetsk | Novokuznetsk    | Oblast de Kemerovo  | Sétimo Lugar (Zona Sibéria)      | Estádio Metallurg           | 8.500      | 0 (não possui)      | 2             |
| FC Dínamo Omsk                   | Omsk            | Oblast de Omsk      | Oitavo Lugar (Zona Sibéria)      | Estádio Dínamo              | 4.000      | 0 (não possui)      | 3             |
| FC Motor Prokopyevsk             | Prokopyevsk     | Oblast de Kemerovo  | Nono Lugar (Zona Sibéria)        | Estádio Shakhtyor           | 8.500      | 0 (não possui)      | 2             |
| FC Samotlor-XXI Nijnevartovsk    | Nijnevartovsk   | Khantia-Mansia      | Estreante                        | Estádio Central             | ---        | 0 (não possui)      | 2             |
| FC Dínamo Yakutsk                | Yakutsk         | Iacútia             | Perdedor dos Playoffs de Ascenso | Estádio Tuymaada            | 12.800     | 1 (1994 Zona Leste) | 2             |
| FC Metallurg Krasnoyarsk         | Krasnoyarsk     | Krai de Krasnoyarsk | Quarto Lugar                     | Estádio Central             | 22.500     | 0 (não possui)      | 2             |
| FC Sacalin Kholmsk               | Kholmsk         | Oblast de Sacalina  | Terceiro Lugar                   | Estádio Farol de Sacalina   | 3.000      | 0 (não possui)      | 2             |
| FC SKA-Energiya Khabarovsk       | Khabarovsk      | Krai de Khabarovsk  | Sexto Lugar                      | Estádio Lênin               | 15.200     | 0 (não possui)      | 2             |
| FC Angara Angarsk                | Angarsk         | Oblast de Irkutsk   | Vice Campeão                     | Estádio Angara              | ---        | 1 (1993 Zona 07)    | 4             |
| FC Amur Blagoveshchensk          | Blagoveshchensk | Oblast de Amur      | Quinto Lugar                     | Estádio Amur                | 13.500     | 0 (não possui)      | 3             |
| FC Selenga Ulan-Ude              | Ulan-Ude        | Buriácia            | Quinto Lugar                     | Estádio Central de Buriácia | 10.000     | 0 (não possui)      | 2             |
| FC Viktoriya Nazarovo            | Nazarovo        | Krai de Krasnoyarsk | Estreante                        | Estádio Shakhtyor           | ---        | 0 (não possui)      | 1             |
| FC Mejdurechensk                 | Mejdurechensk   | Oblast de Kemerovo  | Estreante                        | Estádio Tomusinets          | 4.000      | 0 (não possui)      | 1             |

## Regulamento
O campeonato foi disputado no sistema de pontos corridos em turno e returno nos três torneios. Os dois primeiros das Zonas Oeste e Central eram promovidos diretamente para o Campeonato Russo de Futebol de 1996 - Segunda Divisão e apenas um na Zona Leste. Seis equipes da Zona Oeste, cinco da Central e duas da Leste eram rebaixadas para a quarta divisão.

## Resultados do Campeonato

### Resultados da Zona Oeste
Spartak de Nalchik foi o campeão e Kuban foi o vice; os dois foram promovidos. O Lokomotiv de São Petersburgo também obteve o ascenso.

Avangard-Kortek, Salyut, Trion-Volga, Venets, Orekhovo e Gekris foram rebaixados para a quarta divisão russa.

### Resultados da Zona Central
Gazovik de Ijevsk foi o campeão e Saturn foi o vice; os dois foram promovidos.

Zvezda Gorodishche, SKD, Uralets, Torpedo de Vladmir e Zvezda de Perm foram rebaixados para a quarta divisão russa.

### Resultados da Zona Leste
Metallurg de Krasnoyarsk foi o campeão e foi promovido à segunda divisão russa.

Dínamo de Yakutsk e Sakhalin foram rebaixados para a quarta divisão russa.

## Campeão
| Campeão Russo da Terceira Divisão de 1995 - Zona Oeste |
| ------------------------------------------------------ |
| PFC Spartak Nalchik 1° Título                          |

| Campeão Russo da Terceira Divisão de 1995 - Zona Leste |
| ------------------------------------------------------ |
| FC Metallurg Krasnoyarsk 1° Título                     |

| Campeão Russo da Terceira Divisão de 1995 - Zona Central |
| -------------------------------------------------------- |
| FC Gazovik-Gazprom Ijevsk 1° Título                      |